# Dulee Johnson
Dulee Johnson (Monrovia, 8 november 1984) is een Liberiaans-Zweeds voormalig voetballer die als middenvelder speelde.

## Loopbaan
Johnson speelde in Liberia in de jeugd bij Lone Star. In 1998 speelde hij met het Liberiaans jeugdelftal in Zweden om de Gothia Cup. Daar werd hij ontdekt door Floda BoIF waar hij in 2000 debuteerde in het eerste elftal. Van 2001 tot 2005 speelde hij voor BK Häcken en van 2006 tot 2008 voor AIK. In het seizoen 2008/09 speelde Johnson voor Maccabi Tel Aviv in Israël om het seizoen daarna weer bij AIK terug te keren. In maart 2010 kreeg hij een Zweeds paspoort en in de zomer van dat jaar kwam hij zonder club te zitten. In Zweden kwam hij in opspraak wegens een beschuldiging voor verkrachting waarvan hij vrijgesproken werd. In januari 2011 tekende hij voor anderhalf seizoen bij Panetolikos in Griekenland maar in april werd zijn contract ontbonden.
In het seizoen 2011/12 stond Johnson onder contract bij De Graafschap. Op 3 oktober 2011 werd dit contract echter al met onmiddellijke ingang verbroken naar aanleiding van meerdere incidenten en het weigeren door Johnson van een blaasproef na een eenzijdig verkeersongeluk waarbij hij met zijn auto op het Palkerplein bij Nijmegen het kunstwerk Blokken van Peter Struycken beschadigde. Hij kwam bij De Graafschap tot drie competitiewedstrijden en alleen in de bekerwedstrijd tegen FC Utrecht scoorde hij.
Hij liep begin 2012 stage bij Leeds United en ook een overgang naar FC Brasov liep op niets uit. In juli 2012 tekende hij een contract voor twee jaar bij AmaZulu in Zuid-Afrika. Daar werd hij in november ontslagen nadat hij positief testte bij een dopingtest. Eind 2012 tekende Johnson een contact met de Zweedse voetbalclub IK Brage. Onderdeel van de overeenkomst was dat hij zich de volgende twee jaar in een ontwenningskliniek zou laten behandelen om van zijn alcoholverslaving af te komen. Nadat de club degradeerde werd zijn contract eind 2013 ontbonden en Johnson speelde daarna tot de zomer van 2014 voor AFC Săgeata Năvodari in Roemenië. Daarna kwam hij uit voor CSMS Iași waar zijn contract medio november 2014 na één gespeelde wedstrijd ontbonden werd. Hierna vond Johnsson lange tijd geen nieuwe club. Op 2 september 2015 tekende hij een contract tot het einde van het kalenderjaar bij het Noorse Moss FK. In januari 2016 verbond hij zich aan Molde FK. Nadat hij enkel uitkwam in een bekerwedstrijd werd zijn contract in juni ontbonden. Hierna speelde hij tot eind 2016 voor IK Start. Nadat hij anderhalf jaar onder club zat, kwam hij vanaf juni 2018 nog enkele maanden uit voor Lyn op het vierde niveau.
Tussen 2001 en 2013 speelde Johnson 25 keer voor het Liberiaans voetbalelftal en maakte deel uit van de selectie op het Afrikaans kampioenschap voetbal 2002.